# Ле-Шен (Арденны)
Ле-Шен (фр. Le Chesne) — упразднённая в 2016 году коммуна во Франции, в регионе Шампань — Арденны. Департамент коммуны — Арденны. Административный центр кантона Ле-Шен. Округ коммуны — Вузье.
Код INSEE коммуны — 08116.
Коммуна расположена приблизительно в 190 км к северо-востоку от Парижа, в 70 км северо-восточнее Шалон-ан-Шампани, в 29 км к югу от Шарлевиль-Мезьера.

## История
1 января 2016 года в результате слияния коммун Ле-Шен, Луверньи и Лез-Аллё образована коммуна Берон-э-сез-Анвирон.

## Население
Население коммуны на 2008 год составляло 981 человек.
| 1962 | 1968 | 1975 | 1982 | 1990 | 1999 | 2008 |
| ---- | ---- | ---- | ---- | ---- | ---- | ---- |
| 1078 | 1132 | 1047 | 1041 | 974  | 939  | 981  |

## Экономика
В 2007 году среди 568 человек в трудоспособном возрасте (15—64 лет) 381 были экономически активными, 187 — неактивными (показатель активности — 67,1 %, в 1999 году было 69,3 %). Из 381 активных работали 336 человек (196 мужчин и 140 женщин), безработных было 45 (23 мужчины и 22 женщины). Среди 187 неактивных 53 человека были учениками или студентами, 48 — пенсионерами, 86 были неактивными по другим причинам.

## Достопримечательности
- Церковь Сен-Жак[фр.] (XIV век). Восстановлена после Второй мировой войны. Исторический памятник с 1922 года.[4]
- Каменный крест[фр.]. Исторический памятник с 1922 года.[5]

## Фотогалерея

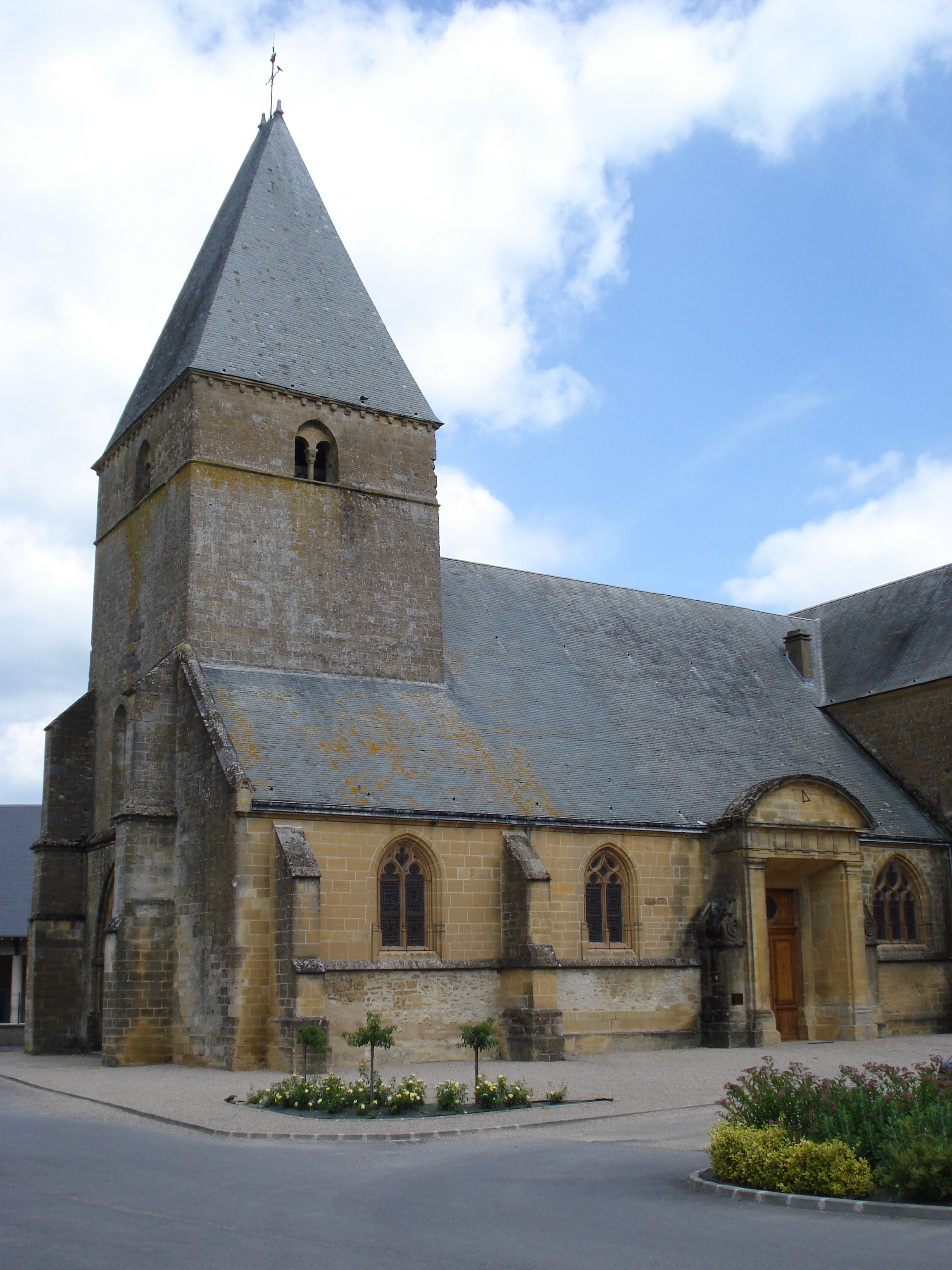
Церковь Сен-Жак
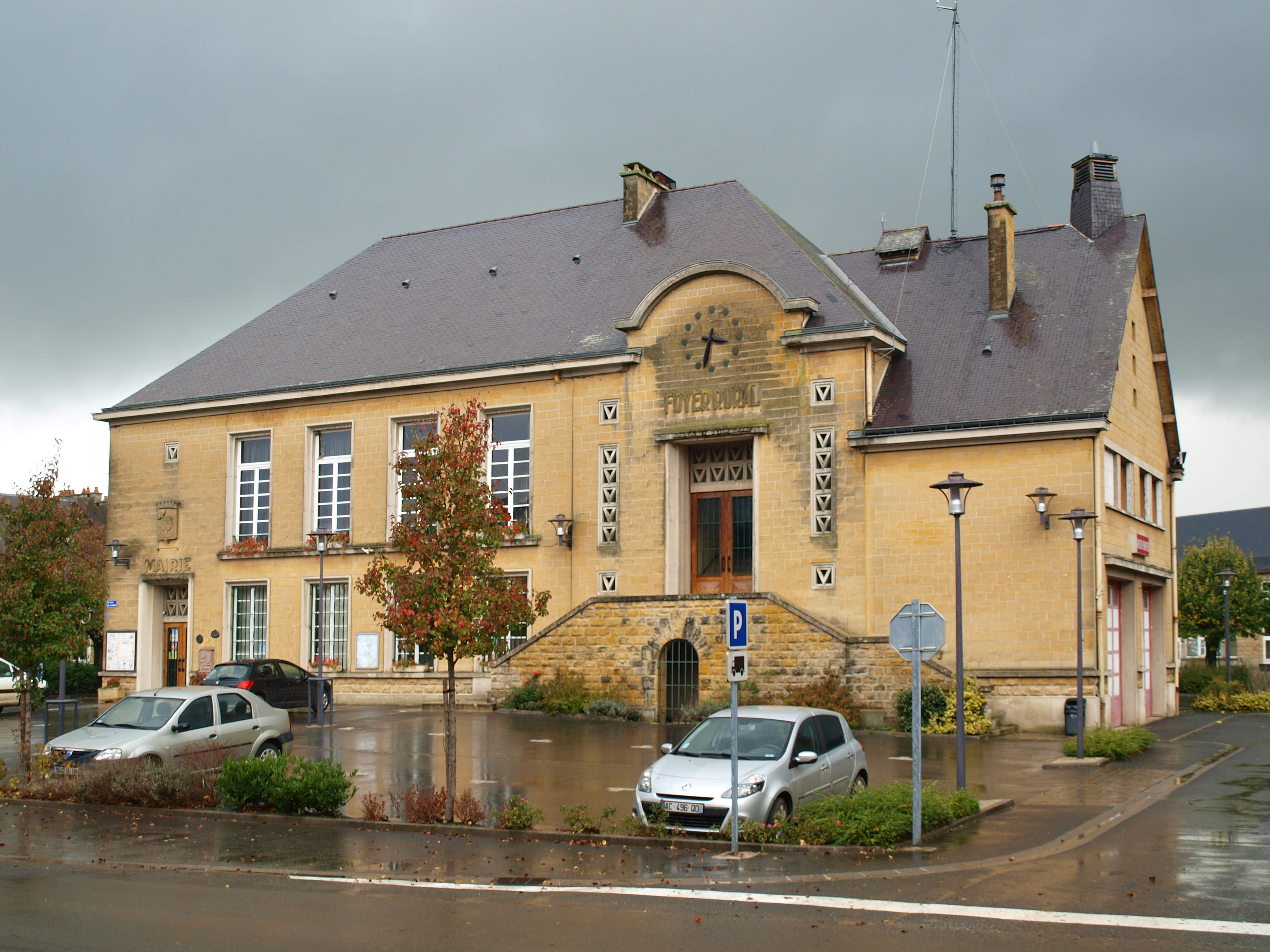
Мэрия
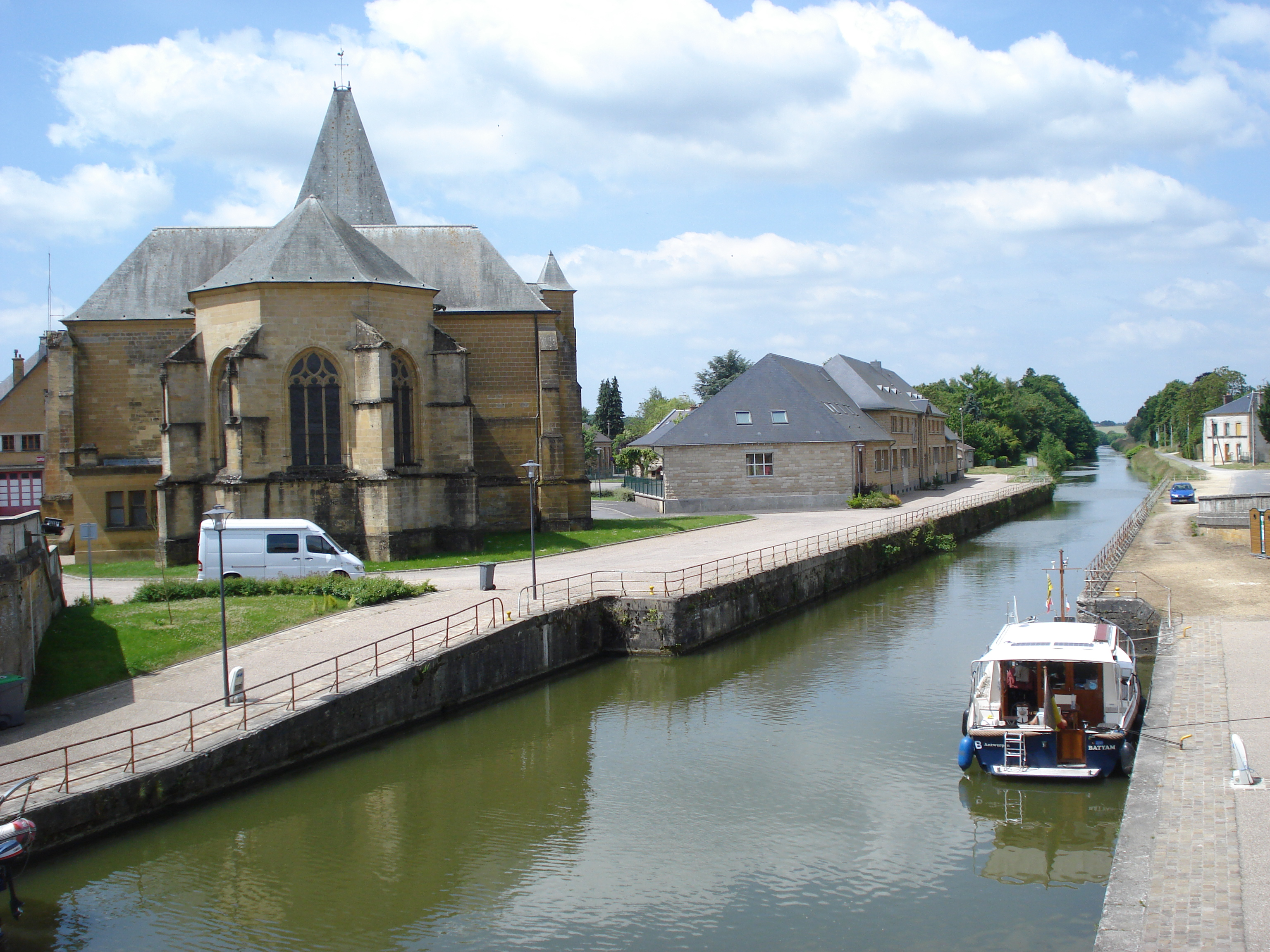
Ле-Шен, церковь и канал
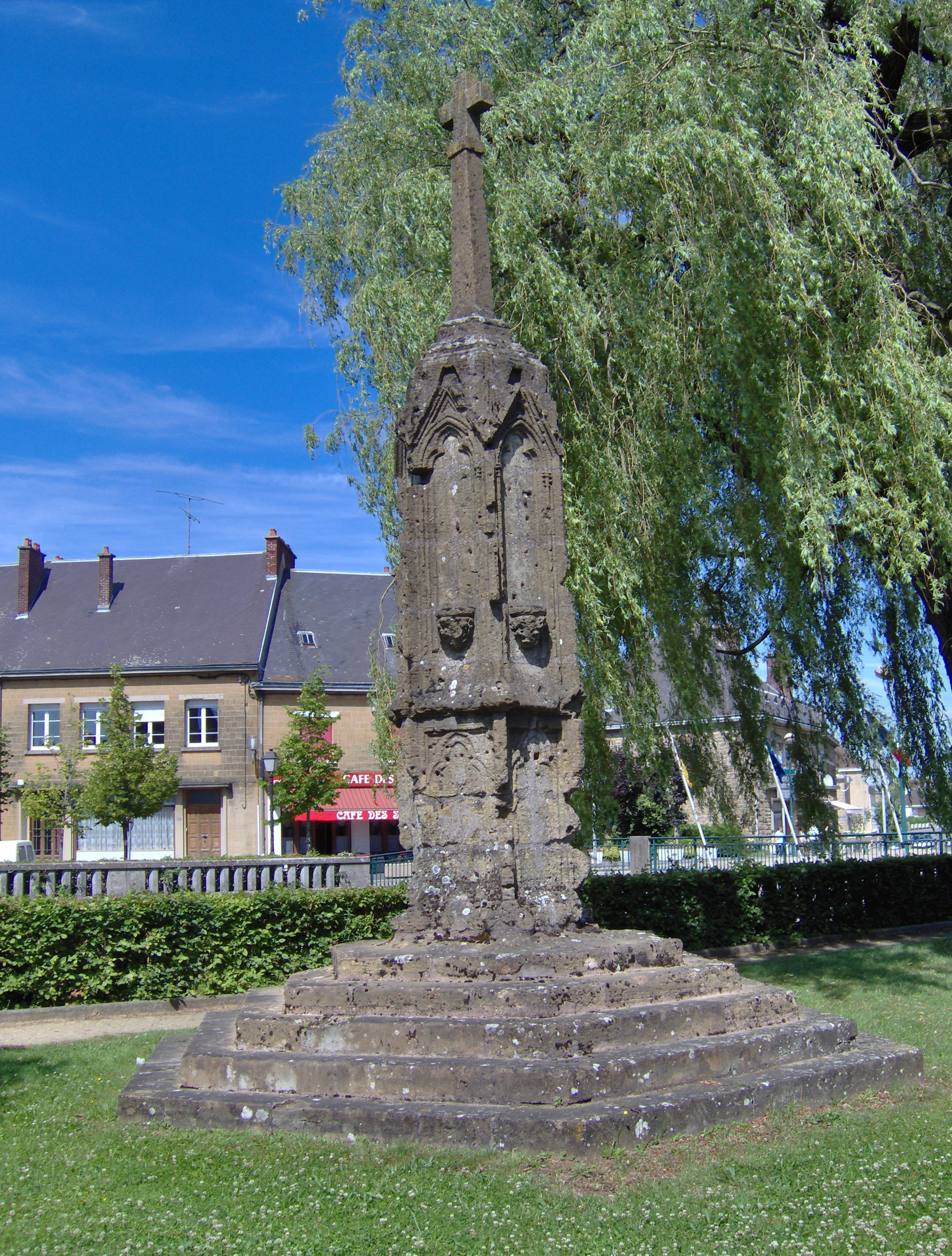
Каменный крест